# Ryan Baldacchino
Pour les articles homonymes, voir Baldacchino.
Ryan Baldacchino est un footballeur anglais né le 13 janvier 1981 à Leicester.

## Carrière
| saison    | club             | pays       |
| --------- | ---------------- | ---------- |
| 2000-2001 | Blackburn Rovers | Angleterre |
| 2001-2002 | Bolton Wanderers | Angleterre |
| 2002-2003 | Carlisle United  | Angleterre |
| 2003-2004 | Gretna           | Écosse     |
| 2004-2005 | Gretna           | Écosse     |
| 2005-2006 | Gretna           | Écosse     |
| 2006-2007 | Gretna           | Écosse     |
| 2007-2008 | Gretna           | Écosse     |